# Sioni
Sioni (gruz. სიონი) – osiedle typu miejskiego w Gruzji, w regionie Mccheta-Mtianetia, w gminie Tianeti. W 2014 roku liczyło 371 mieszkańców.